# شون سيمبسون
شون سيمبسون هو لاعب هوكي الجليد كندي، ولد في 4 مايو 1960 في إسكس في المملكة المتحدة.

## وصلات خارجية
- شون سيمبسون على موقع دوري الهوكي الوطني (الإنجليزية)
- شون سيمبسون على موقع EliteProspects.com (الإنجليزية)
- شون سيمبسون على موقع Eurohockey.com (الإنجليزية)
- شون سيمبسون على موقع HockeyDB.com (الإنجليزية)